# 51 Batalion Łączności
51 batalion łączności (51 bł) – samodzielny pododdział  łączności ludowego Wojska Polskiego.

## Formowanie i zmiany organizacyjne
Na podstawie rozkazu naczelnego dowódcy Wojska Polskiego z maja 1946 sformowana została 46 kompania łączności Gdyńskiego Obszaru Nadmorskiego. W jej skład weszły: pluton radio, pluton telegraficzny, pluton budowy linii oraz nadawczo-odbiorcza centrala radiowa. Już 9 kwietnia kolejny rozkaz ND WP nakazywał w miejsce kompanii sformować 32 batalion łączności Dowództwa Marynarki Wojennej o stanie etatowym 30 oficerów, 94 podoficerów, 204 marynarzy i 12 pracowników cywilnych. W pierwszych dniach października batalion został przewieziony transportem kolejowym z Zgierza do Gdyni i zakwaterowany w koszarach na Oksywiu.
W październiku 1946 batalion poddany został reorganizacji, a marynarze batalionu pełnili dyżury na Węźle Łączności MW, w Ośrodku Łączności na Oksywiu, na radiostacjach w Redłowie i w Urzędzie Pocztowym na Oksywiu.
W drugiej połowie 1947 kompania szkolna została przeformowana w kompanię szkolno-przejściową, a kompania sztabowa na kompanię łączności przeznaczoną do obsługi Węzła Łączności. Sformowano też od podstaw kompanię kablowo-eksploatacyjną. W tym też roku batalion opuścił zajmowany dotychczas blok nr 134 na Oksywiu i przeniósł się do baraków w porcie wojennym. We wrześniu 1950 po raz kolejny zmienił swoje miejsce pobytu, tym razem do koszar na Grabówku.
W styczniu 1952 batalion został przeformowany i zmienił nazwę na 51 batalion łączności Dowództwa Marynarki Wojennej. W jego strukturze znalazł się Ruchomy Węzeł Łączności, a z batalionu wydzielona została kompania sztabowa do obsługi Węzła Łączności MW. W 1953 WŁ został wyłączony ze struktur batalionu. W kwietniu 1954 do dowódcy MW przesłano projekt sformowania na bazie 51 bł pułku łączności. Projekt ten nie został jednak zaakceptowany. W 1955 powstała kompania telefoniczno-telegraficzna i rozbudowano Ruchomy Węzeł Łączności. W lipcu 1957 batalion przedyslokowany został z Gdyni-Grabówka do Wejherowa.
Na podstawie zarządzenia szefa Sztabu Generalnego WP nr 82/Org. z 25 lipca 1970 oraz rozkazu dowódcy Marynarki Wojennej nr 049/Org. z 24.10.1970 51 batalion łączności Dowództwa Marynarki Wojennej został z dniem 20 listopada 1970 przeformowany w 11 pułk łączności Marynarki Wojennej.

## Struktura organizacyjna
W październiku 1946
- dowództwo i sztab
- wydział zaopatrzenia materiałowo-technicznego
- kompania szkolna
- kompania sztabowa

W 1961:
- dowództwo i sztab
- kompania dowodzenia
- kompania radiolinii
- kompania kablowo-liniowa,
- pluton transportowo-gospodarczy
- pluton remontowy

## Sztandar
19 kwietnia 1960 Rada Państwa nadała 51 batalionowi łączności Dowództwa Marynarki Wojennej ufundowany przez społeczeństwo Wejherowa  sztandar.  22 maja na rynku w Wejherowie dowódca Marynarki Wojennej kontradmirał Zdzisław Studziński wręczył go dowódcy batalionu.

## Dowódcy jednostki
- kpt. Serafin Zieliński 1946 (dowódca kompanii)[1].
- kmdr ppor. Serafin Zieliński (1946 –1947)
- kpt. Tadeusz Biliński (1947 –1960)
- kmdr ppor. Kazimierz Łaskarzewski (1960 –1970)